# Katedra św. Katarzyny w Utrechcie
Katedra św. Katarzyny w Utrechcie (niderl. Sint-Catharinakathedraal) – kościół rzymskokatolicki, położony w Utrechcie. Jest kościołem arcybiskupim archidiecezji Utrechtu w Holandii. Do 2007 roku była siedzibą prymasa Holandii.

## Historia
Świątynia została zbudowana w stylu gotyckim w latach 1470–1550, wieża i fasada pochodzą z 1900. Od 1853 jest świątynią katedralną. W 2007 roku kard. Willem Jacobus Eijk, prymas Holandii i przewodniczący episkopatu, przeniósł się z katedry do parafii św. Augustyna położonej ok. 60 km od Utrechtu.
Ze względu na zbyt duże koszty utrzymania dla malejącej liczby wiernych w lutym 2019 roku rada parafii wystawiła budynek na sprzedaż. Po około dwóch tygodniach, wskutek dezaprobaty wiernych, parafia ogłosiła wycofanie się z tego pomysłu.